# 歐文·米勒
歐文·羅伯特·米勒（英語：Owen Robert Miller，1991年9月21日—），為美國職棒大聯盟的游擊手，目前為自由球員，先前曾效力於守護者、釀酒人與洛磯等隊。

## 職業生涯

### 聖地牙哥教士
米勒在2018年大聯盟選秀會上第三輪被教士隊選中，而他選擇以50萬美元和球隊簽約。他先從短期1A出發，很快地，他成為了該聯盟的全明星選手之一。之後他在8月升上2A，同樣入選全明星賽。2019年，米勒升上3A，並在年底參加亞利桑那秋季聯盟。

### 克里夫蘭印地安人/守護者
2020年8月31日，教士隊為了補強，將米勒、Austin Hedges、Cal Quantrill、Josh Naylor、Gabriel Arias和Joey Cantillo交易到印地安人，換來Mike Clevinger、Greg Allen及Matt Waldron。2020年，因為COVID-19疫情肆虐，導致小聯盟球季停擺，米勒也沒有出賽紀錄。2021年，米勒從3A球隊出發。
5月23日，球隊將米勒擺進40人名單內。當時他在3A的打擊率突破4成，並敲出2轟。雖然他在大聯盟初登板5個打席無安打，不過他在隔天敲出了大聯盟首安。
2022年，米勒繳出2成43的打擊率。這年他的跑速是全大聯盟一壘手最快。

### 密爾瓦基釀酒人
2022年12月14日，守護者將米勒交易到釀酒人，換來一名日後指定球員及現金。

## 外部連結
- 球員資訊和成績在MLB ，ESPN ，Retrosheet ，Baseball Reference ，Baseball Reference (Minors) ，Fangraphs ，The Baseball Cube （英文）